# 梅普·吉斯
梅普·吉斯（又譯作米普·吉斯，本名：赫米内·桑特鲁希茨（Hermine Santruschitz），1909年2月15日—2010年1月11日），荷蘭籍奧地利人。她在二戰期間曾聯同丈夫扬·吉斯（Jan Gies）與其他4人，協助安妮·法蘭克等8位猶太人藏匿，以躱避納粹迫害。後來安妮等人被捕後，梅普妥善保存了安妮於躲藏期間所寫的日記，并於戰後交還安妮的父親，整理出版成重要的二戰紀錄文獻《安妮日記》。晚年為了駁斥有关右翼對於《安妮日記》造假的質疑，梅普到處談論她親身經歷、与安妮有关的故事，致力於澄清有关法蘭克家族遭遇的真相。

## 生平

### 早年生活
梅普·吉斯本名赫米內·桑特魯希茨（Hermine Santruschitz），1909年在奧地利維也納一個勞工家庭中誕生，第一次世界大战結束後，奧匈帝國解體，奧地利政治與經濟動盪，食物短缺造成了物價飛漲，赫米内的父母為了能讓瘦弱的赫米内有機會活下去，參加了一個荷蘭勞工社團發起的针對奧地利勞工子女的援助計劃，赫米内幸運地被選上，11歲（1920年12月）時被送往荷蘭萊頓，寄養于在煤炭工廠當領班的勞倫斯·尼溫堡（Laurens Nieuwenburg）家裡。
尼溫堡一家除了勞倫斯夫婦外，還有4個男孩與1個女孩，他们都能接納與關愛赫米内，并為她取了個小名「梅普」（Miep），这也成了她日後慣用的名字。勞倫斯夫婦还安排她上學，在学校她成績優異。原本梅普只獲准在荷兰逗留3個月，卻因為其健康狀況不佳而得以延長逗留时间，但获准逗留时间结束以後相關政府机关并没有討論她的非法逗留問題，梅普從此成了尼溫堡家的成員，并於13歲（1922年）時跟隨尼溫堡家移居到阿姆斯特丹。
梅普16歲時（1925年）由尼溫堡夫婦陪同，重返維也納亲生父母的家庭。她在家里住了一段时间后，觉得不能適應維也納當地的生活，希望回到荷蘭。她的母親了解到梅普已經融入了荷蘭，留在維也納只會讓梅普不愉快，便寬容地讓梅普回到了荷蘭的尼溫堡家。

### 動盪年代

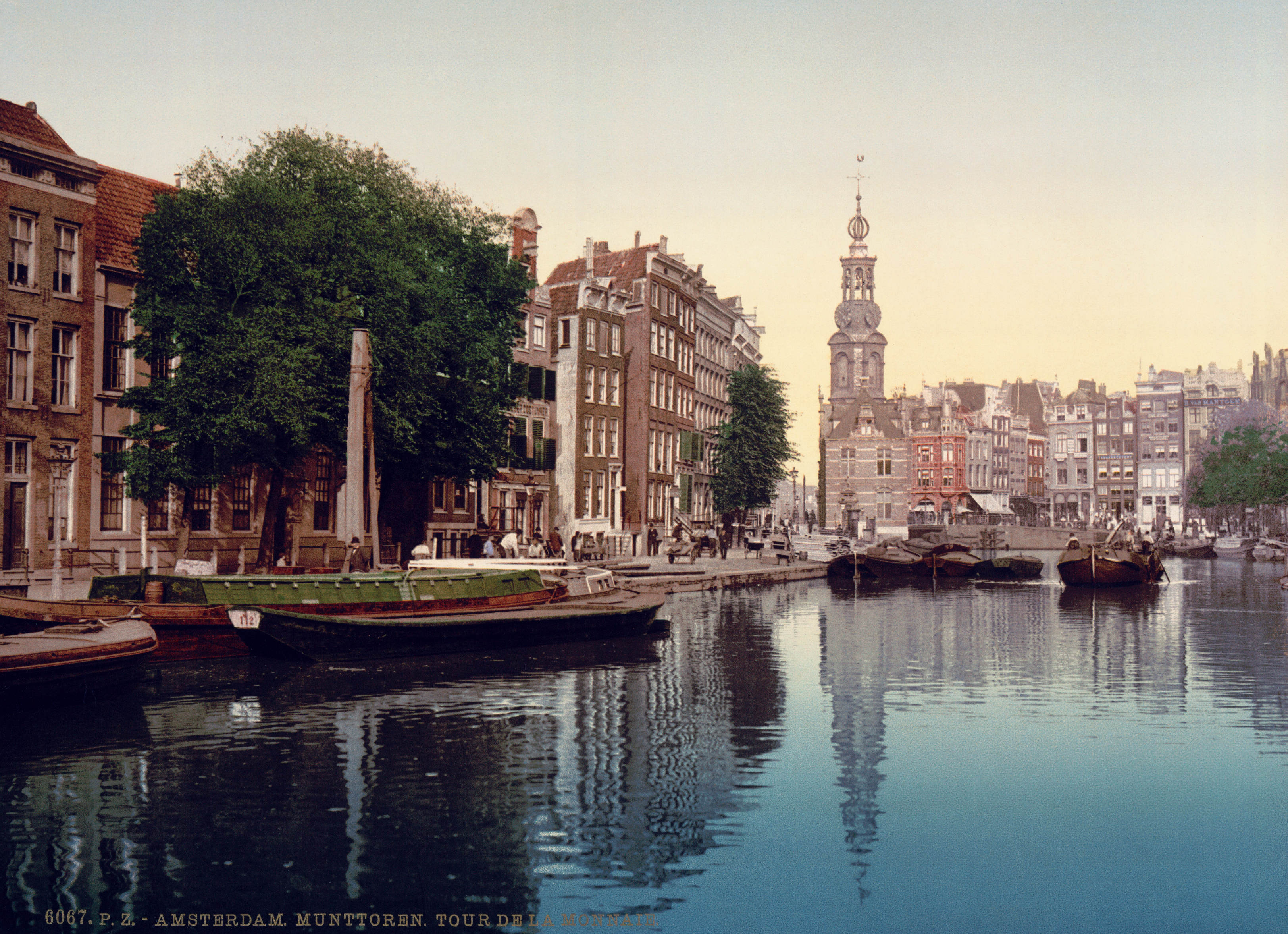
1900年代的阿姆斯特丹辛厄爾

梅普18歲时（1927年）從高中畢業，任職在一家紡織公司當文員，但6年後（1933年）公司因不敵經濟大恐慌而大量裁員，梅普也因此而不幸失业。同年，一位來自德國法蘭克福猶太銀行家之子奧托·法蘭克（Otto Heinrich Frank）獲准在阿姆斯特丹開設「奥佩克塔」（Opekta）的荷蘭子公司，生產用來調製果酱的果膠。梅普在鄰居的介紹下到奥佩克塔應徵，通過果膠烹調成果漿的測試，順利獲得錄用，遞補了一位助理的空缺。奧托為逃避日益高漲的反猶太主義，把妻子伊迪絲·法兰克（Edith Frank）、大女兒瑪戈特·法蘭克（Margot Frank）與小女兒安妮·法兰克從德国亞琛遷到阿姆斯特丹同住。
1937年奥佩克塔公司遷往辛厄爾一棟荷蘭式運河住宅（Canal house）內。1938年奧托找來一位猶太裔工作夥伴赫尔曼·范·佩尔斯當顧問，創立了第二間公司「佩克塔康」（Pectacon）以經營香料貿易，1940年公司搬到西教堂附近一棟更大的樓房内，經過人员更替后，辦公室員工除了梅普外，還有贝普·福斯阔尔、维克托·库格勒（Victor Kugler）、约翰内斯·克莱曼（Johannes Kleiman）等人。
1938年納粹德國宣布與奧地利合併、斯洛伐克受納粹德國控制脫離捷克斯洛伐克，欧洲局勢緊張，大量猶太人逃離納粹德國控制區。1939年初，梅普計劃與相恋多年的荷蘭人扬·吉斯結婚，當時兩人都與他人共用房間，便想一起租房同居，待积蓄足夠时再辦婚禮，但因為阿姆斯特丹住滿了逃避納粹迫害的外国人，而遍尋不到合适的新居。幸好在奧托家附近有一位猶太裔老太太因丈夫出海後失蹤，家中空房间多，便把其中兩个房間租給了梅普與扬。
奧地利被納粹德國合併後，梅普試圖放棄奧地利國籍，转為荷兰國籍，但此事遲无進展。1941年某日，梅普被德國大使館召見，使館方面要求她加入納粹女子社團。她拒絕了这一要求，館方因此在其護照上的到期日上打了個大大的叉，並在護照上註明“你的護照已經失效，除非你嫁給荷蘭人，否則你必須在3個月內回到維也納。”
梅普不想離開荷蘭，所以她希望在3個月之内與揚結婚。由於當時荷兰法律要求異國通婚必須出示出生證明，梅普便請求住在維也納的叔父協助开出生證明。剛開始並不順利，後來她叔父的一位在維也納市政府任民政公務員的朋友找到了當年荷蘭援助奧地利的資料作为佐證，梅普才順利获得了出生證明。1941年7月16日，經向阿姆斯特丹市政府公務員解釋護照上的註文，获認定一切合法後，梅普與扬終于完成了結婚登記。

### 犯險協藏

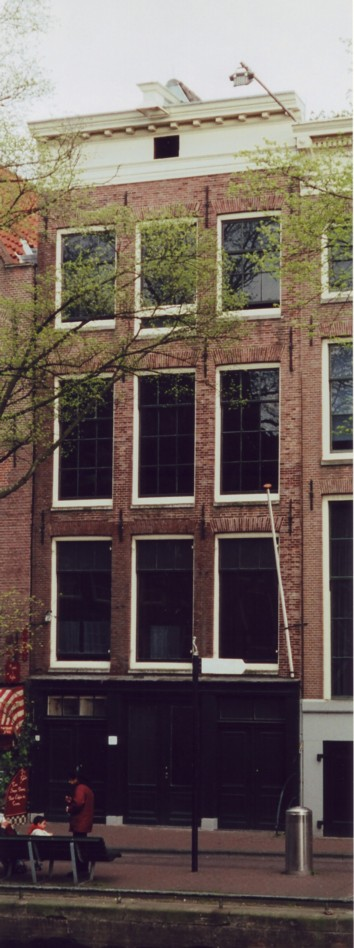
法蘭克家等人躲藏處，如今的安妮·法兰克之家，摄于2002年

荷蘭被納粹德國控制初期，日常生活與過往無異，直到1940年秋反猶措施逐一实施，越來越多的規定與禁令使荷蘭猶太人的處境日漸不堪，梅普與扬都為他們的猶太朋友擔心，其中包括奧托一家。梅普與扬婚後（1941年）不久，奧托因為擔心自己的猶太人身份會影響公司營運，所以請求扬出任「佩克塔康」的專員，并安排维克托任「佩克塔康」的執行總監，約翰內斯任「奥佩克塔」的經管總監，奧托則退出經營層，僅保留顧問職銜，1941年12月18日，在扬的同意下，「佩克塔康」更名為「吉斯公司」。
1942年春起，納粹德國強制猶太人要在衣服別上黃色的猶太星，此后不久，奧托对梅普称，他與太太計劃帶著兩個女兒，連同赫尔曼·范·佩尔斯與太太奥古斯特·范·佩尔斯及其儿子彼得·范·佩尔斯，一同藏匿在公司大樓後側加蓋的空間內，並請求梅普在他們藏匿期間負責照顧他們的生活，梅普欣然同意。不久，奧托陸續徵得另外4人（貝普、維克托、約翰內斯以及貝普的父親约翰·福斯阔尔）的協助應允。
1942年6月初，奧托的大女兒瑪戈特收到当局的勞動徵召，奧托於是決定立即实行藏匿計劃，梅普與扬到奧托家協助準備，將法蘭克一家必要的衣物先搬到自己家裡，待有機會再搬到公司内預備藏匿的地點。7月6日早晨，梅普依計劃與瑪戈特會合，瑪戈特沒有佩帶大衛之星，兩人假裝成一起上班的同事，各騎一辆自行车前往公司，梅普一如往常般辦公，而瑪戈特則躲到公司後側加蓋的空間內，第二天早上，法蘭克夫婦與小女兒安妮也順利躲進藏匿處，一星期後范·佩尔斯一家三口加入，到同年11月，法蘭克與范·佩尔斯兩家人所熟悉的牙醫即第8位藏匿者弗里茨·普菲菲也成功地躲了进來。
梅普與貝普負責為藏匿者採購食物，約翰內斯與維克托則負責安全與財務，約翰用書架钉造了一個通往加蓋空間的隱藏門，扬則透過與全國潛水員組織的關係取得了配給證。梅普有機會時會陪同藏匿者用午餐，并告訴大家外界的消息。由於白天公司仍在營业，除了6名知情者外，倉庫裡會有搬運工，辦公室里也會有客戶進出，所以藏匿者必须保持安靜，連上廁所或生病時都要非常謹慎，不能被發現。1943年春，扬與梅普另在家中藏匿了一名荷蘭學生，該學生因拒簽向德國效忠的同意書而遭查緝。於是梅普每天要為11个人（8名藏匿的犹太人，1名藏匿的荷兰学生，梅普，扬）準備食物。由于戰爭久未结束，生活用品日益短缺，藏匿者與協助者冒著被逮捕的危險艰难度日，大家都期待著和平的來臨。

### 事情敗露

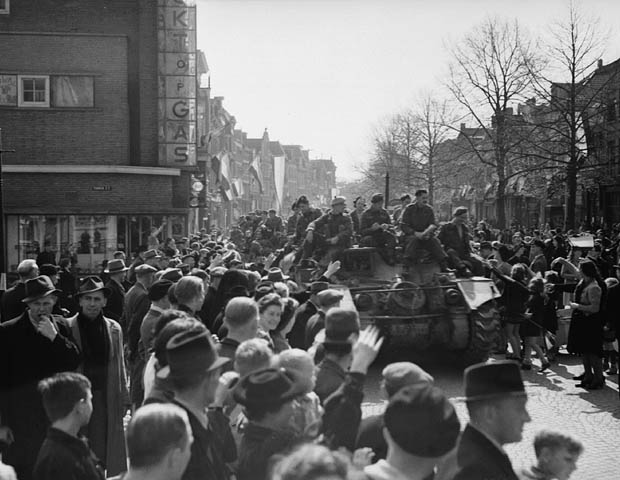
1945年4月16日，荷蘭呂伐登的民眾歡迎盟軍進城

1944年6月6日，盟軍於西部戰線發動諾曼底戰役，成功打開大西洋壁壘，進入納粹德國佔領的法國國境；德軍在此前一年（1943年）2月，於東部戰線斯大林格勒戰役中战敗且損失慘重，10月義大利國王倒戈相向。就在納粹德國遭到三面夾擊之時，1944年8月4日星期五上午11時剛過，一位穿著便服的人走進梅普工作的辦公室，用手槍指向上班中的职员們。除了貝普趁機逃脫以外，中午過後8名藏匿者以及正在辦公室的梅普、維克托、約翰內斯都被拘捕，帶隊的帝國保安部指揮官卡爾·西爾貝鮑爾基於「個人的同情」，在要求梅普不得逃跑後，允許她留在辦公室，其他人皆被帶回。
協助藏匿的約翰內斯與維克托被送往囚禁政治犯的阿默斯福特營。紅十字會以健康理由，成功營救了被囚禁6个星期的約翰內斯。維克托則與其他政治犯一樣，被送往前線建造防禦工事，輾轉來到了澤弗納爾，1945年4月間趁亂逃脫成功。
而8名藏匿者先被送往韋斯特博克中轉營，旋即被轉送奧斯威辛集中營。1944年10月至11月間，瑪戈·法蘭克、安妮·法蘭克、奥古斯特·范·佩尔斯先後又被送往伯根-貝爾森集中營，弗里茨·普菲菲則被送往薩克森豪森集中營；1945年3月奥古斯特被從伯根-貝爾森集中營轉送至布痕瓦爾德集中營、再到特莱西恩施塔特集中营，同時期彼得·范·佩尔斯從奧斯威辛集中營轉送毛特豪森-居森集中營。
拘捕行动當天，藏匿處的傢俱全被納粹保安與荷蘭警方搬走，後來梅普與貝普到藏匿處查看時，發現安妮所寫的日記散落在地上，兩人在惶恐中把日記收集起來，決定由梅普負責保管，於是梅普把日記鎖在自己辦公桌的抽屜裡，從未翻閱，等待將來交還給安妮。由於辦公室物品與香料保存完好，梅普與貝普也沒有被帶走，公司有继续营业的条件。梅普為能讓公司继续營運，便與銀行協議以她的簽字代表公司，發薪資給員工，并支付供應商貨款。6星期後約翰內斯获釋並回到工作岗位，重新负责其公司的營運工作。
1944年9月下旬，盟軍發動市場花園行動，空降荷蘭欲控制萊茵河下游但未能成功，11月盟軍在加拿大第1軍團率領下發動斯海爾德河戰役，成功控制荷蘭境內萊茵河以南地區；1945年伊始，納粹德國節節敗退，3月盟軍戰利品行動成功突破萊茵河，荷蘭東部與北部省份被盟軍控制，4月30日希特勒自殺，5月5日荷蘭納粹德國駐軍宣布投降，5月8日德軍統帥部宣布無條件投降，二戰歐戰正式結束。

### 二戰之後
荷蘭解放後，維克托結束躲藏回到公司上班，梅普的丈夫扬成立了一個社會團體，協助戰後归來的人，同時也打聽法蘭克一家人的下落。約一個月後的6月3日，奧托·法蘭克回到阿姆斯特丹投靠梅普與扬，并帶來其妻艾迪特離世的不幸消息。奧托隨後也回到了工作崗位。大家都期待著其他夥伴的歸來，卻不幸由其他生還者口中不断獲知噩耗，8名藏匿者中僅有奧托活著離開了集中營。
梅普得知瑪戈特與安妮再也無法歸來後，便把深鎖在抽屜裡的安妮日記作為安妮的遺物交給了安妮的父親奧托，奧托則將藏匿前收集的古老的傢俱送給梅普與扬。奧托利用業餘時間將安妮寫的日記翻譯為德語，寄給他住在瑞士巴塞爾的母親看。後來奧托於猶太人星期日定期聚會时提及安妮日記，在朋友請求下同意拿出部分譯本给朋友看，後又轉借給歷史學家扬·马里乌斯·罗迈因的太太安妮·罗迈因看。扬·罗迈因閱讀日记後於《言语报》發表專文，引起了出版商的興趣。在出版商的說服下，奧托有條件同意出版日记。1947年日記以安妮·法蘭克著《后宅：1942年6月12日至1944年8月1日的日記》為名出版（中文版名為《安妮日記》）。梅普惟恐勾起自己不幸的回憶，一直堅持不聽取或閱讀日記內容，直至同年夏季該書第三版準備付梓時，才被說服閱讀了第二版內容。她一口氣讀完，感到安妮仿佛在自己心裡復活了。
1949年40歲的梅普首次懷孕，1950年7月13日其獨生子保罗·吉斯誕生。1952年奧托移民到瑞士照顧其母，後來再婚。奧托家与梅普家一直保持聯絡，梅普一家經常去探望奧托。

### 晚年生活

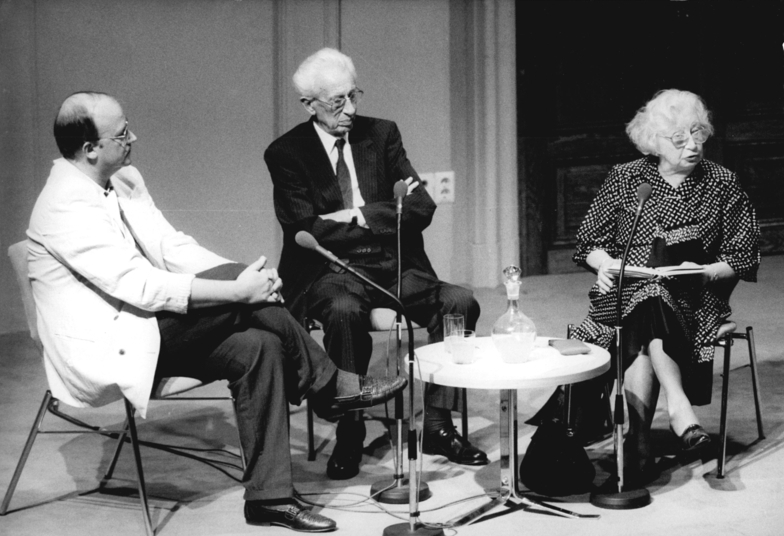
1989年9月20日，梅普在东德柏林的荷兰艺术学会读她的书Meine Zeit mit Anne Frank。中为扬·吉斯，右为梅普·吉斯

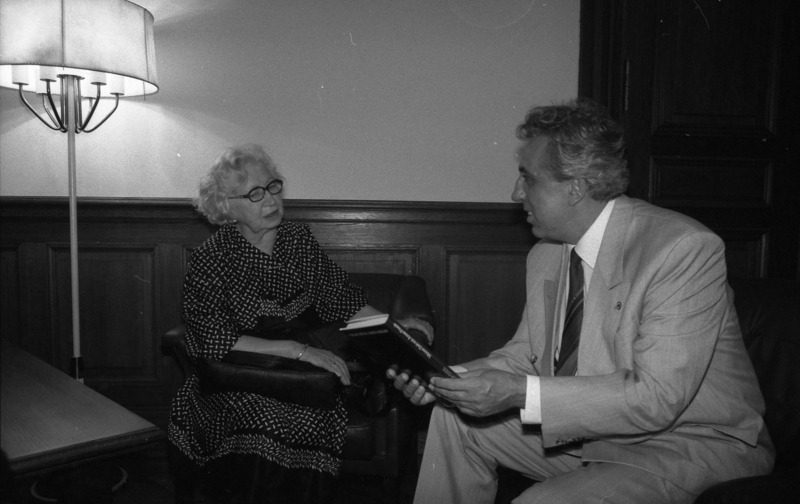
1989年9月20日，梅普在荷兰艺术学会读Meine Zeit mit Anne Frank之后會見东德领导人埃贡·克伦茨

《安妮日記》受到广大讀者喜愛，并被翻譯成多種語言，改編成舞台劇及電影《安妮日记》（獲1959年3項奧斯卡獎）。受瞩目的事物往往会引发争议，《安妮日記》也不例外。梅普無法接受日记被人曲解，於是到處談論安妮的故事與自己的經歷，以駁斥那些否認有大屠殺事件和認為《安妮日記》纯属偽造的指控，並接受美國女作家艾莉森·莱斯利·戈尔德（Alison Leslie Gold）的採訪。1987年，梅普所著的《回憶安妮·法蘭克：協助藏匿法蘭克一家的女士的故事》（Anne Frank Remembered: The Story of the Woman Who Helped to Hide the Frank Family）一書出版。1995年，梅普協助拍攝紀錄片《回憶安妮·法蘭克》（Anne Frank Remembered）。梅普致力於澄清法蘭克家族遭遇的真相，并獲得了許多榮誉。
1993年梅普的丈夫扬·吉斯因患糖尿病去世。為能离兒子家近些，梅普晚年移居北荷蘭省，并设立了個人網站講述自傳、提供歷史照片與參考資料、發表個人感想与回信。直至99歲时，梅普仍保持着閱讀的習慣。2010年1月11日，梅普因病於阿姆斯特丹去世，享壽100歲。

## 榮譽與獎項
- 1972年，與丈夫扬共同獲得以色列政府頒发的國際義人头衔。[25][26]
- 1990年，獲拉乌尔‧瓦伦贝格委员会頒拉乌尔‧瓦伦贝格奖（Raoul Wallenberg Award），以表彰其「提供了藏身之處並保護安妮和她的家人」。[27]
- 1994年，獲德意志聯邦共和國聯邦政府頒聯邦（軍官級）十字勳章。[28]
- 1995年，獲荷蘭碧翠斯女王授騎士級奥兰治-拿骚勋章（荷蘭語：Orde van Oranje-Nassau）。[28]
- 2009年，獲奧地利維也納市政府頒金市政廳人（德語：Goldener Rathausmann）头衔。[28]
- 2009年，獲奧地利政府頒嵩高級奧地利共和國服務獎章（德語：Ehrenzeichen für Verdienste um die Republik Österreich）[29]。
- 2009年，99949號小行星被命名為「梅普吉斯（Miepgies）」，以表彰梅普[30]。

## 著作與言論

### 著作
- Miep Gies, Alison Leslie Gold. Anne Frank Remembered:The Story of the Woman Who Helped to Hide the Frank Family. New York: Simon & Schuster, 1987.
  - Miep Gies, Alison Leslie Gold. Anne Frank Remembered:The Story of the Woman Who Helped to Hide the Frank Family. New York: Simon & Schuster, 2009. ISBN 1-4165-9885-5.[31]
- Miep Gies. Meine Zeit mit Anne Frank. Murrhardt : Schumm, 1990.

### 言論
超過兩萬名荷蘭人在需要藏匿的那幾年間協助藏匿猶太人及其他人，我只是欣然做我可以协助的事。我丈夫也是。這不算甚麼。

我没什么特別的。我也從来不想引起特別的關注。當時我只是原意做別人請求而且看來必須要做的事。当我被說服去講我的故事时，我不得不想到安妮·弗兰克的历史地位，以及對那数百万被打动的人們來說，她的故事的意义。别人告诉我，太陽下山后的每个夜晚，改编自安妮日記的舞台剧會在世界的某個角落拉开帷幕。考虑到由安妮故事而来的《后宅》眾多版本及譯本，她的聲音已经到達了大地辽遠的邊際。

 — 梅普·吉斯
， 我不是英雄（I am not a hero）

## 流行文化
- 1959年美國電影《安妮日记》，由多迪·希斯（英语：Dodie Heath）飾演[33]
- 1980年美國電視電影《安妮日记（英语：The Diary of Anne Frank (1980 film)）》，由安妮·溫德姆（Anne Wyndham）飾演[34]
- 1987年英國影集《安妮日记（英语：The Diary of Anne Frank (1987 TV series)）》，由珍妮特·阿姆斯伯里（Janet Amsbury）飾演[35]
- 1988年英美電視電影《安妮躲藏的閣樓（英语：The Attic: The Hiding of Anne Frank）》，由玛丽·斯汀伯根飾演[36][37]
- 1995年日本動畫電影《安妮的日記（英语：アンネの日記 (1995年の映画)）》，由平淑惠（日语：平淑恵）配音[38]
- 2001年英美迷你劇《安妮日記（英语：Anne Frank: The Whole Story）》，由莉莉·泰勒（英语：Lili Taylor）飾演[39]
- 2007年美國電影《街頭日記》，由帕特·卡罗尔飾演[40]
- 廣播劇《安妮日記（英语：The Diary of Anne Frank (radio play)）》2009年真人演出版，由瑪麗·拉斯姆森（Mary Rasmussen）飾演[41]
- 2009年英國影集《安妮日记（英语：The Diary of Anne Frank (2009 TV series)）》，由凱特·艾許菲德（英语：Kate Ashfield）飾演[42]
- 2010年義大利電視電影《安妮回憶錄（英语：Mi Ricordo Anna Frank）》，由Csilla Bakonyi飾演
- 2016年德國電影《安妮日记（英语：Das Tagebuch der Anne Frank）》，由Gerti Drassl飾演
- 2023年美国剧集《乱世微光》，由Bel Powley饰演

## 脚註
1. 梅普本姓德語：，移居荷蘭後，因發音需要，拼法改为荷蘭語：[3]。

## 延伸閱讀
- 安妮日記
- 安妮·弗兰克之家
- 犹太星
- 荷兰历史 (1939-1945)
- 扬·罗迈因（英语：Jan Romein）